# Sledd de Essex
Sledd (o Sledda) fue rey de Essex a finales del siglo VI, posiblemente entre (?) 587  - c. 604. Extremadamente poco es sabido acerca de él.
Una genealogía de Essex preservada en la Biblioteca británica Add. MS 23211, posiblemente de finales del siglo IX, le hace hijo y sucesor de Æscwine. Los historiadores post-conquista Henry de Huntingdon con la Historia Anglorum, Roger de Wendover con Flores Historiarum y Mateo de París con su Chronica Majora sustituyen el nombre Eorcenwine (Erkenwine, Erchenwine) para su padre.
A pesar de que Æscwine o Eorcenwine es a veces acreditado con la fundación del reino, las genealogías incluidas en los trabajos de William de Malmesbury y John de Worcester (Chronicon B) convierten a Sledd en el primer rey de Essex, mientras las genealogías en Add. MS 23211 usan a Sledd como su punto de convergencia.  Esto sugiere que Sledd puede haber sido considerado como el fundador de la casa sajona oriental. Sin apoyarse en autoridad alguna, Roger de Wendover y Matthew de Paris afirman que Sledd sucedió directamente a su padre en 587.
Sledd se casó con Ricula, hermana de Æthelberht de Kent y fue padre de Sæberht, cuyo gobierno comenzó en 604, y de otro hijo, Seaxa cuyos descendientes reemplazaron a los de Sæberht a mediados del siglo VIII.  Seaxa es quizás la misma persona que Seaxbald, padre de rey Swithelm, de desconocida ubicación dentro de familia real, aunque Yorke considera esto improbable..